# Asaf (personaj biblic)
Asaf (în ebraică אסף) este numele unor personaje biblice, bărbați din Vechiul Testament sau Biblia ebraică.
- Asaf, tatăl lui Ioah
- Asaf, fiu al Berechia Gherșonitul: Împreună cu Heman, nepotul profetului israelit Samuel, el și urmașii săi de sex masculin au fost destinați de către regele David să-l slăvească pe Dumnezeu prin cântări.
- Asaf, descendent levit al lui Kohat
- Asaf, păzitorul pădurii împăratului, sub regele persan Artaxerxes I Longimanus.

## Asaf Gherșonitul
A fost un levit provenit din familia lui Gherșom și, în același timp un lider al leviților cântăreți din Templul de la Ierusalim.
Împreună cu alți câțiva, a fost  desemnat de David să conducă închinarea și corul de la Templu, inclusiv atunci când David a adus Chivotul la Ierusalim.  Un număr de psalmi îi sunt atribuiți, deși acestă atribuire se referă probabil la întreaga sa casă, deoarece unii dintre aceștia descriu evenimente care au avut loc după moartea lui.
Numele său a rămas în istoria poporului evreu, datorită aprecierii și respectului de care se bucura pentru dăruirea de care dădea dovadă și pentru talentul său de cântăreț.